# Niegrzeczna dziewczyna
Niegrzeczna dziewczyna (ang. Dirty Girl) – amerykański komediodramat z 2010 roku oparty na scenariuszu i reżyserii Abe’a Sylvii. Wyprodukowany przez The Weinstein Company.
Premiera filmu miała miejsce 12 września 2010 roku podczas 35. Międzynarodowego Festiwalu Filmowego w Toronto.

## Fabuła
Akcja filmu rozgrywa się w Oklahomie w roku 1987. Nastoletnia Danielle (Juno Temple) jest zbuntowana i nie potrafi porozumieć się z matką (Milla Jovovich). Postanawia uciec do Kalifornii z zaprzyjaźnionym gejem, nieśmiałym Clarkiem. Ona chce odnaleźć swojego ojca, a on uciec od nadopiekuńczych rodziców.

## Obsada
- Juno Temple jako Danielle Edmondston
- Milla Jovovich jako Sue-Ann Edmondston
- William H. Macy jako Ray
- Mary Steenburgen jako Peggy Walters
- Dwight Yoakam jako Joseph Walters
- Jeremy Dozier jako Clarke Walters
- Maeve Quinlan jako Janet
- Tim McGraw jako Danny Briggs
- Nicholas D’Agosto jako Joel
- Elsie Fisher jako Tiffany Briggs
- Brian Baumgartner jako Concierge
- Nate Hartley jako Charlie
- Reiley McClendon jako Mike
- Jonathan Slavin jako pan Potter
- Brent Briscoe jako oficer Perry
- Jack Kehler jako Doc Shelby
- Gary Grubbs jako dyrektor Mulray
- Matthew Groban jako on sam